# رقابت جنسی
رقابت جنسی (به روسی: Что творят мужчины!) یک فیلم سینمایی کمدی روسی به کارگردانی ساریک آندرئاسیان محصول سال ۲۰۱۳ است.

## داستان
فیلم «مردان چه می‌کنند!» یک کمدی جنجالی و بزرگسالانه است که داستان چهار جوان را روایت می‌کند که به ساحل دریای گرم می‌روند و در میان دختران زیبای بیکینی‌پوش قرار می‌گیرند. این چهار نفر (تاییر مامدوف، گاوریل گوردیف، رومان یونوسوف و کنستانتین کریوکوف) پیشنهادی را دریافت می‌کنند که نمی‌توانند رد کنند: شرکت در مسابقه‌ای با جایزه نیم میلیون دلار.
میلیونر عجیب‌وغریب آن‌ها را به رقابتی دعوت می‌کند که هدفش در طول پنج روز اقامت در یک تفریحگاه ساحلی، فریب دادن بیشترین تعداد زنان است. هر کدام از این چهار نفر از روش‌ها و تکنیک‌های خاص خود استفاده می‌کنند و همه نزدیک به رسیدن به جایزه بزرگ می‌شوند، در حالی که تعداد زیادی را به فهرست پیروزی‌های خود اضافه می‌کنند. اما ناگهان عشق وارد بازی می‌شود و روند مسابقه را تغییر می‌دهد.
این فیلم با نمایش چالش‌ها و پیچیدگی‌های روابط و احساسات در دل رقابت‌های پرهیجان، طنزی آتشین و متفاوت ارائه می‌دهد.

## بازیگران
- تیر ممدوف در نقش دنی
- رومن یونسوف در نقش گوشا
- کنستانتین کریوکوف در نقش یاروسلا
- گاوریل گوردیف در نقش آرکادی
- راشنا کورکووا در نقش آلیسا
- آنا خیلکویچ در نقش تاتیانا
- کریستینا آسموس در نقش سوتا
- ناتالیا مدودوا در نقش ریتا
- اکاترینا اسکولکینا به عنوان روسپی